# 朱利斯·理查德·佩特里
朱利斯·理查德·佩特里（德語：Julius Richard Petri，1852年—1921年），為德國生物學家羅伯特·科赫手下工作的細菌學家，他對生物學最大貢獻是於1887年設計細胞培養用的培養皿，事實上，該器具也以他的名字稱為「佩特里皿」。